# Giovanni Batista Gordigiani
Giovanni Batista Gordigiani (Màntua, 1795 - 1871) fou un compositor italià. Era germà del també compositor Luigi.
Primerament es dedicà al teatre, al principi com un cantant d'òpera i després de concert, i a partir de 1822 fou professor de cant del Conservatori de Praga.
Va compondre molta música d'església, canzonette, melodies i les òperes Pygmalion (1845), Consuelo (1846) i Lo scrivano pubblico (1850).